# Baronia de Lluçà
la Baronia de Lluçà fou una jurisdicció feudal centrada en el Castell de Lluçà, pertanyent originàriament als Lluçà. El castell, que donà nom al Lluçanès, és documentat l'any 905 en l'acta de consagració de l'església de Santa Maria de Lluçà. El primer membre conegut d'aquesta família és Sunifred de Lluçà, mort el 988. Van ser feudataris dels comtes de Barcelona, pels castells de Lluçà i Merlès, des de mitjan segle xi. Berenguer Sunifred de Lluçà va arribar a ser bisbe de Vic i arquebisbe de Tarragona, cosa que va suposar que la família rebés infeudacions. La seva germana Guisla es va casar amb Berenguer Ramon I, comte de Barcelona.
Del castell de Lluçà, inicialment, en depenien els actuals municipis de Lluçà, Prats de Lluçanès, Sant Martí d'Albars, una part de Sant Agustí de Lluçanès, Perafita i una part del terme de Sant Boi.
La família Lluçà es va extingir amb Elisenda de Lluçà, casada el 1256 amb Bernat, senyor del castell de Saportella. Aquest Bernat va tenir greus conflictes amb els bisbes de Vic i amb el rei. Fou excomunicat, i encara que posteriorment va jurar fidelitat al bisbe, va continuar duent a terme robatoris i amenaçant a qui aportés cap prova dels seus delictes. També va rebel·lar-se contra Jaume I, i després contra Pere el Gran, per la potestat dels castells que tenia en feu. Aquest fet va provocar que el 1279 el castell fos pres pels homes del rei.
Al segle xiv els Saportella s'entroncaren amb els Fenollet, vescomtes d'Illa (Rosselló), pel casament de Marquesa de Saportella amb Pere de Fonollet. El 1369 Andreu de Fonollet (vescomte de Canet i d'Illa) ven les Baronies de Portella i Lluçà a Pere Galceran III de Pinós, qui, al seu torn, ven la baronia de Lluçà a Ramon de Peguera, el 1376, amb qui s'incorporaren els termes d'Olost i Tornamira. A partir d'aquest moment les males relacions entre la baronia i els homes de Lluçà van provocar que aquests preferissin dependre de la jurisdicció reial. Un descendent també anomenat Ramon de Peguera donà la baronia de Lluçà i altres castells i llocs al seu nebot Galceran de Pinós i de Fonollet. Aquest hagué de lluitar contra la pretensió dels homes de Lluçà de crear una sotsvegueria al Lluçanès. Després d'una efímera creació de la sotsvegueria, aconseguí la revocació definitiva i el 1462 va obtenir del rei Joan II l'alta i baixa jurisdicció i l'autorització d'erecció de forques i altres instruments de càstig. Després del final de la guerra civil catalana, el 1474 (amb el castell ja enrunat), la baronia de Lluçà fou incorporada a la Corona i el 1491 era creada la sotsvegueria del Lluçanès. A mitjan segle xvi (abans de 1579) els Pinós van comprar la baronia, que després van vendre als Agulló (1596). Finalment, el 1611 va ser adquirida pel rei.